# Yzeures-sur-Creuse
Yzeures-sur-Creuse is een gemeente in het Franse departement Indre-et-Loire (regio Centre-Val de Loire). De plaats maakt deel uit van het arrondissement Loches. Yzeures-sur-Creuse telde op 1 januari 2022 1.345 inwoners.

## Geografie
De oppervlakte van Yzeures-sur-Creuse bedroeg op 1 januari 2022 55,42 vierkante kilometer; de bevolkingsdichtheid was toen 24,3 inwoners per km².

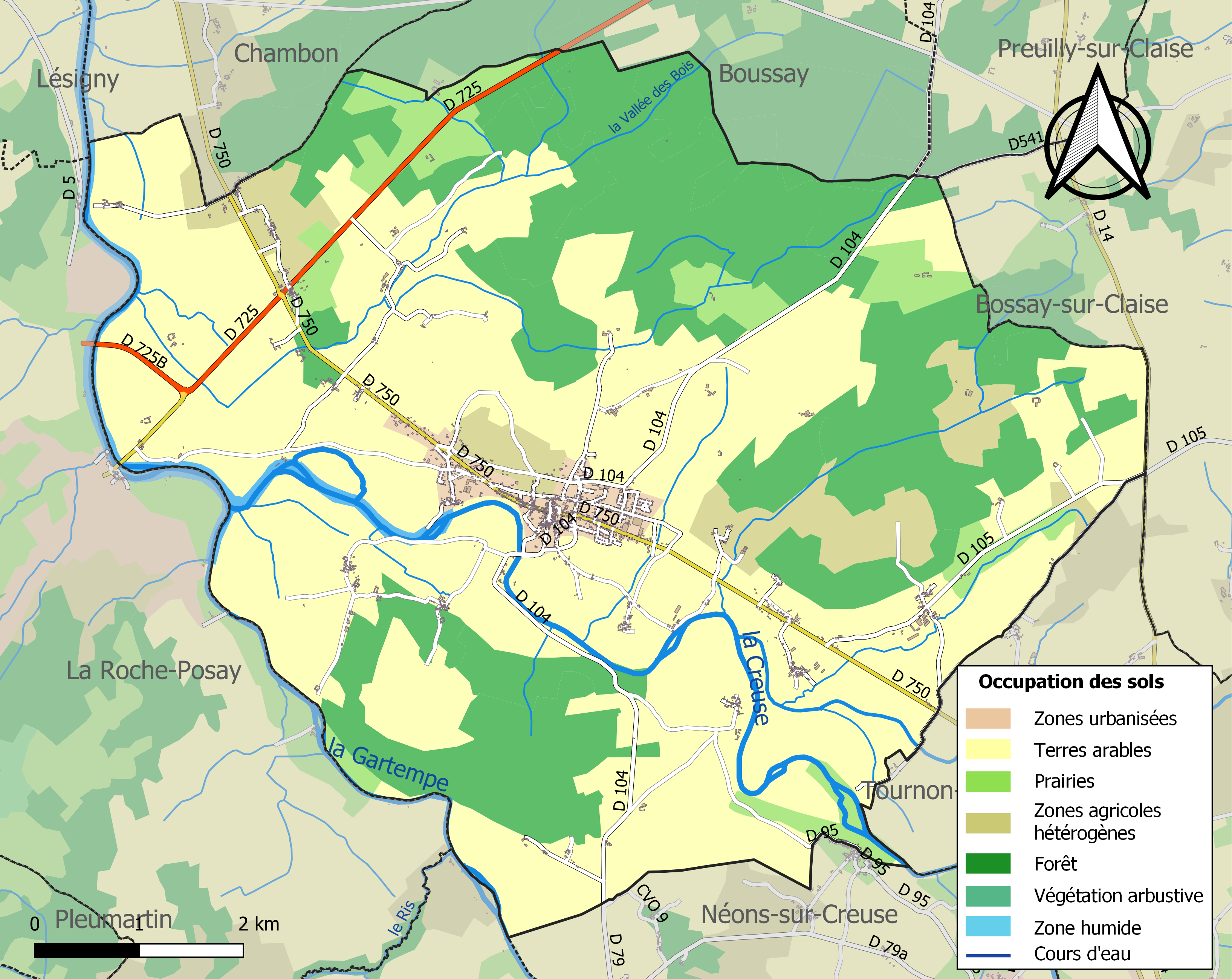
Kaart van de gemeente met de belangrijkste infrastructuur, bodemgebruik en omliggende gemeenten

## Demografie
Onderstaande figuur toont het verloop van het inwonertal (bron: INSEE-tellingen).

## Geboren te Yzeures
- Agnès Sorel (Kasteel van Fromenteau, 1422-1450), maîtresse van Karel VII van Frankrijk
- Mado Robin (1918-1960), operazangeres